# Ablação por laser

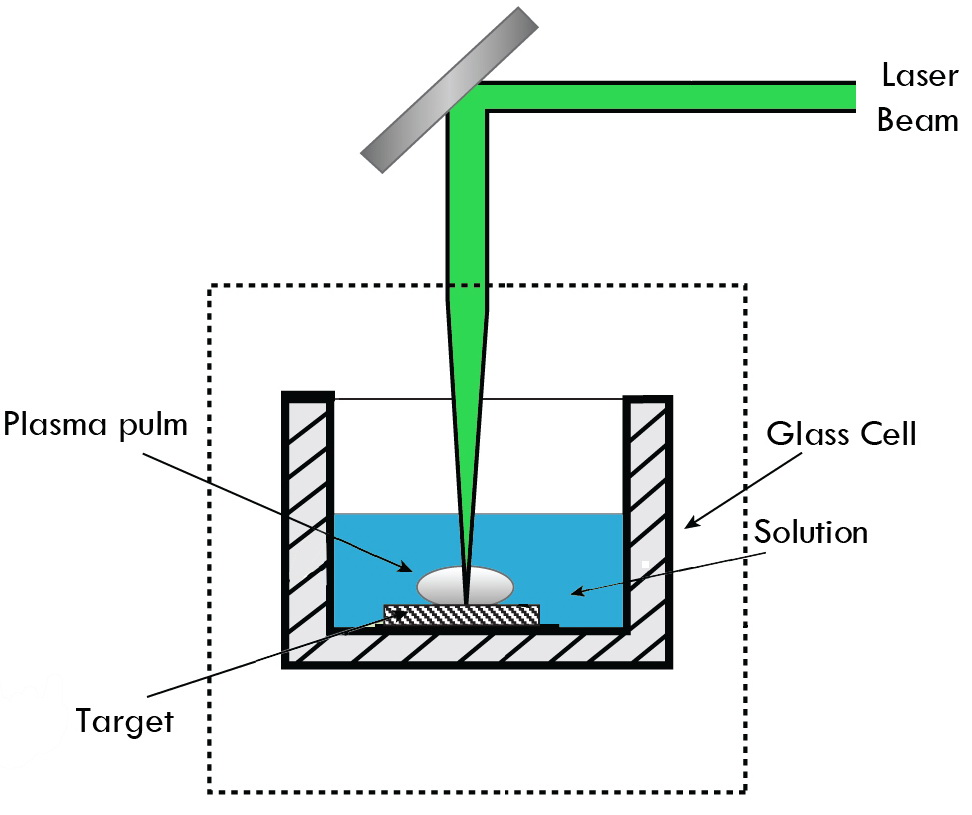
Modelo de ablação por laser (em inglês).

Ablação por laser ou fotoablação é o processo de remoção de material a partir de uma superfície sólida (ou, ocasionalmente, um líquido) por irradiação com um feixe de laser. No laser de baixo fluxo, o material é aquecido pela energia do laser absorvido e evapora ou sublima-se. No fluxo de laser de alto fluxo, o material é tipicamente convertido a um plasma. Geralmente, ablação por laser refere-se a remoção de material com um laser pulsado, mas é possível a ablação de material com uma onda contínua de feixe de laser se a intensidade do laser é suficientemente elevada.

## Usos
É usado por médicos em cirurgias de tecidos delicados como a córnea, cérebro e a face, inclusive para remover um câncer. O laser mais usado são o de CO2 e o Nd:YAG. Também pode ser usado por veterinários, dentistas e biólogos.